# Attaque d'Inates (10 décembre 2019)
Pour les articles homonymes, voir Attaque d'Inates.
Guerre du Sahel
Batailles
- Tlemss
- 1re Tilwa
- Tabankort
- Ouraren
- Adrar Bouss
- Agadez et Arlit
- Tchibarakaten
- Mangaïzé
- Tazalit
- 1re Bani Bangou
- 2e Tilwa
- Wanzarbé
- Abala
- Midal
- 1re Tongo Tongo
- 1re Ayorou
- 2e Tongo-Tongo
- Baley Beri
- 1re Inates
- 2e Inates
- Sanam
- Chinégodar
- 2e Ayorou
- 2e Bani Bangou
- Taroun
- Torodi
- Adabda
- Intagamey
- Koutougou
- Tabatol
- Takanamat
- Teguey
- Chatoumane

L'attaque d'Inates a lieu le 10 décembre 2019, pendant la guerre du Sahel.

## Déroulement
Le 10 décembre 2019, le camp militaire d'Inates des Forces armées nigériennes, à cinq km de la frontière avec le Mali, est attaqué par les djihadistes. Selon le ministère nigérien de la Défense, les assaillants sont au nombre de plusieurs centaines. Selon RFI, les djihadistes sont environ 500 avec des motos, des pick-ups et des blindés,. Parmi les chefs djihadistes présents à Inates, figure notamment Issa al-Sahraoui.  Libération indique pour sa part que d'après une source sécuritaire à Niamey, la compagnie chargée de la défense d'Inatès compte 220 hommes.
Les djihadistes pilonnent d'abord le camp par des tirs d'obus de mortier,. Ils détruisent le centre de transmission de la garnison, empêchant les militaires d'appeler à l'aide,. Des dépôts de munitions et de carburant explosent, faisant de nombreuses victimes,. L'assaut est ensuite lancé sur trois côtés. Selon le ministère nigérien de la Défense, les combats, « d’une rare violence », durent trois heures et les assaillants font usage de véhicules kamikazes.
Un petit groupe de militaires nigériens parvient à s'enfuir avec trois véhicules et à donner l'alerte à Ayorou vers 17 heures. Les renforts, des troupes du Bataillon de sécurité et du renseignement (BSR), formées par les États-Unis, arrivent sur place le lendemain matin mais ne peuvent que constater la destruction du poste.

## Pertes
Le 11 décembre, l'agence Reuters, l'AFP et L'Événement Niger rapportent que des sources sécuritaires font état de bilans d'au moins 60 à 70 morts du côté des forces nigériennes,,. RFI affirme pour sa part que selon des sources militaires 70 soldats et 57 djihadistes sont morts lors des combats. Libération fait également état de la mort de 57 assaillants, dont les corps ont été retrouvés par le bataillon sécurité et renseignement. Il s'agit d'une estimation basse dans la mesure où les jihadistes font en sorte ne de pas laisser leurs morts sur le terrain.
Le soir du 11 décembre, le ministère nigérien de la Défense annonce finalement que le bilan de l'attaque est de 71 militaires tués, 12 blessés et des disparus. Il évoque également un « nombre important de terroristes neutralisés ». Le commandant de la garnison, Hassane Anoutab, 57 ans, et son adjoint,le lieutenant Habiboulaye Zakaria figurent parmi les morts. Il s'agit alors du bilan le plus lourd pour l'armée nigérienne depuis le début des insurrections djihadistes au Sahel,,.
L'État islamique revendique l'attaque le 12 décembre et donne un bilan de plus de 100 tués du côté de l'armée nigérienne,,.
Le 13 décembre, une cérémonie solennelle de levée des corps est rendue sur la base aérienne 101 Niamey, en présence du président Mahamadou Issoufou, qui déclare : « Votre mort est glorieuse (...). Vous avez consenti le sacrifice de vos vies pour protéger le Niger de la barbarie de ceux qui, tels des vampires, n'aspirent qu'à s'abreuver de sang, de ceux qui détruisent non seulement des vies mais notre religion. Jamais l'islam n'a connu d'arme de destruction aussi massive et aussi redoutable que le terrorisme. L'islam se détruit de l'intérieur au nom de l'islam ».

## Réactions
Alors en déplacement en Égypte pour participer à la Conférence sur la paix durable, le président nigérien Mahamadou Issoufou regagne Niamey. Le gouvernement nigérien décrète un deuil national de trois jours à compter du 12 décembre.
Le président français Emmanuel Macron annonce également le report à janvier du sommet consacré à l'opération Barkhane et à la force conjointe du G5 Sahel, qui était programmé le 16 décembre à Pau. 

## Vidéographie
- [vidéo] Niger : Une attaque d’ampleur avec une conséquence diplomatique directe, France 24, 12 décembre 2019.